# Martínez de la Torre
Martínez de la Torre är en kommunhuvudort i Mexiko.   Den ligger i kommunen Martínez de la Torre och delstaten Veracruz, i den sydöstra delen av landet, 230 km öster om huvudstaden Mexico City. Martínez de la Torre ligger 92 meter över havet och antalet invånare är 100 377.
Terrängen runt Martínez de la Torre är huvudsakligen platt, men söderut är den kuperad. Runt Martínez de la Torre är det ganska tätbefolkat, med 248 invånare per kvadratkilometer. Martínez de la Torre är det största samhället i trakten. Omgivningarna runt Martínez de la Torre är en mosaik av jordbruksmark och naturlig växtlighet.